# 強烈熱帶風暴清松 (2013年)
強烈熱帶風暴清松（英語：Severe Tropical Storm Sonamu），在菲律賓被稱為熱帶風暴奧林，是一場於2013年1月上旬為菲律宾和東馬帶來輕微影響的熱帶氣旋。清松是2013年太平洋颱風季的首個得名的風暴，於2013年元旦在马里亚纳群岛西南方數百英里處首次被發現。該系統向西北偏西移動，但沒有明顯發展，並於1月2日晚上吹襲棉兰老岛。當該系統移入苏禄海時，它逐漸發展並在翌日向西移時成為熱帶風暴清松。清松於1月4日移入南海。儘管環境條件僅略為有利其發展，清松仍能改善其組織結構，並在翌日轉向西南偏西時增強成強烈熱帶風暴。環境狀況很快便惡化，清松在1月6日減弱為熱帶風暴並開始減速。1月7日，清松轉向東南並於翌日進一步減弱為熱帶低氣壓。該系統緩慢向東南方前進，並於1月10日在砂拉越近岸消散。
在形成初期，清松吹襲菲律賓南部，帶來強降雨並引發水災和山泥傾瀉。超過一萬人受清松影響，數千人被迫撤離以逃避風暴。交通受清松影響而中斷，導致數百人被困。儘管清松對菲律賓全國的影響很小，但還是有兩人死亡、12人受傷。

## 氣象歷史
1月1日，日本氣象廳首先留意到在關島西南方約1,090公里處形成一熱帶低氣壓。翌日，總部設在美國的聯合颱風警報中心也留意到棉兰老岛東方持續存在一對流區。該低氣壓向西北偏西方移動，於菲律賓標準時間1月3日凌晨12點（协调世界时1月2日下午4點）在东达沃省登陸。儘管如此，深層對流仍持續存在，促使聯合颱風警報中心發布熱帶氣旋形成警報。該低氣壓於1月3日移入苏禄海並繼續發展。儘管該低氣壓身處僅略為有利其發展的環境中，包括達攝氏28至30度的海溫和有強烈的分流，不過上述有利條件被中等程度的风切变抵銷，但該低氣壓仍在繼續發展。其中心形成一中心密集雲團區，而中心附近的深層對流亦有所增強。因此，日本氣象廳於中午12點將該系統升級為熱帶風暴，並將其命名為「清松」（Sonamu）。當時，清松是自1951年有可靠記錄以來日曆年中第四早獲命名的風暴。聯合颱風警報中心在三小時後將此系統歸類為熱帶低氣壓，並將其編號為「01W」。菲律賓大氣地球物理及天文服務管理局亦開始向其發出警告，並給予當地名稱「奧林」（Auring）。菲律賓標準時間1月4日凌晨4點（協調世界時1月3日晚上8點），清松在巴拉望省南端、巴塔拉薩附近以風力時速65公里登陸。

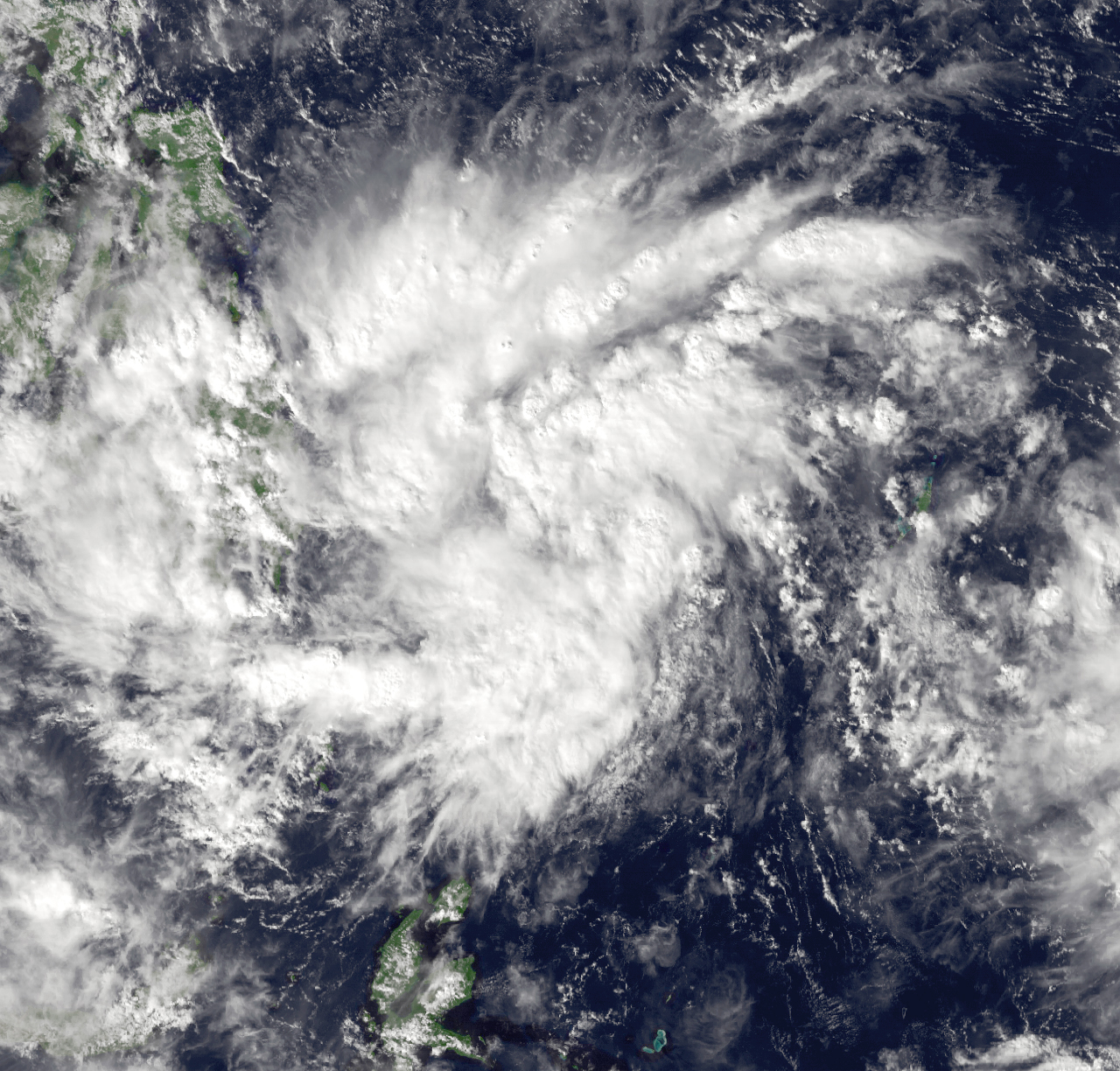
熱帶低氣壓清松於1月2日逼近棉兰老岛

1月4日，清松向西移並進入南海，而聯合颱風警報中心將其升級為熱帶風暴。當清松離開菲律賓責任區時，菲律賓大氣地球物理及天文服務管理局發布針對其的最後警告。南海的環境條件維持略為有利其發展，然而強烈的風切變導致中心部分外露。儘管如此，日本氣象廳仍在1月5日凌晨將清松進一步升級為強烈熱帶風暴，而它在北方副熱帶高壓脊的影響下轉向西南偏西移動。同時，清松達到最大風速每小時95公里的最高強度。良好的極向外流抵消風切變的影響，對流在清松的西南象限爆發。風切變和來自東北季風的乾空氣繼續影響清松，中心變得粗糙且外露，深層對流向西北方切離，這促使日本氣象廳在1月7日將其降級為熱帶風暴。儘管條件不利其發展，但深層對流持續在清松的南側爆發，其減弱趨勢得以放緩。然而，該爆發的持續時間較短，隨着清松移動到海溫僅攝氏26度的水中，中心很快又暴露出來。清松身處兩個副熱帶高壓脊之間，引導氣流變弱，使其減速並開始向東南方向前進。聯合颱風警報中心於下午3點將清松降級為熱帶低氣壓。1月8日凌晨12點，日本氣象廳也將清松降級為熱帶低氣壓，但隨着中心密集雲團區再次形成並遮蔽中心，聯合颱風警報中心於凌晨3點將其升級為熱帶風暴。儘管如此，中心很快就變得模糊不清，導致聯合颱風警報中心僅在六小時後就將清松再次降級為熱帶低氣壓。聯合颱風警報中心不久後就發布針對清松的最後警告，但中心西側繼續爆發零星對流，於是日本氣象廳仍將其維持在熱帶低氣壓標準。清松於1月10日在砂拉越近岸、沐胶以北約45公里處消散。

## 防災措施及影響
在被歸類為熱帶低氣壓後不久，菲律賓大氣地球物理和天文服務管理局向南拉瑙省、北棉兰老、三宝颜半岛、內格羅斯島地區和巴拉望省發出一號風暴信號。1月3日晚上，隨着清松增強成熱帶風暴，菲律賓大氣地球物理和天文服務管理局將巴拉望島南部的風暴信號提升至二號，而該省其餘地區則維持一號風暴信號。隨着清松移離菲律賓責任區並遠離該國，所有風暴信號在翌日均被取消。
清松為棉蘭老島和維薩亞斯帶來降雨。當局警告指該區可能發生水災和山泥傾瀉。風暴來臨前，巴倫西亞城、迪波洛格和巴拉望省有1,405人被疏散。布基农省奎松另有500人疏散。由於棉蘭老島西部的水上交通服務暫停，數百人被困。巴拉望省洛克薩斯兩棟房屋被摧毀。帕嘎蒂安的國內航班被取消。海船不允許進入三寶顏半島的公海水域。在北達沃省卡帕隆，一名青少年男孩被洶湧的洪水捲走，隨後失踪。在朗芒芽地，一艘船被時速34公里的大風沖斷繫泊索而擱淺。船上228人其後獲救。清松造成兩人死亡：巴拉望省黎剎一名男子被倒下的樹砸中身亡，另一人則在巴塔拉薩遇溺身亡。風暴另外在該省造成12人受傷。10,597人受清松影響。185棟房屋在風災中受損，其中63棟被摧毀。然而從總體上看，清松在菲律賓全國範圍內的影響相對較輕微。
隨着清松靠近马来西亚沿岸時，風暴在該國產生達2.2米的海浪。

## 除名
2014年2月，颱風委員會宣布將「清松」從命名列表中移除，因為該名稱的發音與海嘯相似，引起馬來西亞人的恐慌。2015年，該名稱被「雲雀」取代，意思是歐亞雲雀。

## 外部連結
- 日本氣象廳有關強烈熱帶風暴清松（1301）的一般資訊（页面存档备份，存于），取自數位颱風網 （英語）
- 日本氣象廳有關強烈熱帶風暴清松（1301）的最佳路徑數據（页面存档备份，存于） （日語）
- 聯合颱風警報中心有關第一號熱帶風暴（清松）的最佳路徑數據（页面存档备份，存于） （英語）
- 美國海軍研究實驗室有關01W.清松 （英語）